# Scharfblättriger Schwärz-Täubling
Der Scharfblättrige Schwärz-Täubling  oder Scharfblättriger Schmutz-Täubling (Russula acrifolia) ist ein Blätterpilz aus der Familie der Täublingsverwandten. Wie sein Name schon sagt, haben seine Lamellen einen sehr scharfen Geschmack. Sein Hut ist grau- bis schwarzbraun gefärbt und sein Fleisch rötet, wenn es verletzt wird, bevor es sich grau-schwarz verfärbt. Der ungenießbare Mykorrhizapilz wächst unter verschiedenen Laub- und Nadelbäumen. Die mittel- bis sehr großen Fruchtkörper erscheinen von Ende Juli bis Anfang Oktober.

## Merkmale

### Makroskopische Merkmale
Der Scharfblättrige Täubling ähnelt sehr stark dem nahe verwandten Dichtblättrigen Täubling, er ist jedoch größer und robuster. Der Hut ist (4) 6–12(15) cm breit, erst ausgebreitet, dann niedergedrückt und später trichterförmig. Im Alter ist der anfangs eingerollte Rand scharfrandig. Der Hut ist heller oder dunkler sepia- oder umbrabraun gefärbt. Er ist oft rotbräunlich, mitunter aber auch sehr dunkel gefleckt, wird aber nie völlig dunkelschwarzbraun. Die Huthaut bleibt lange schmierig feucht und glänzt speckig. Im Unterschied zum Dichtblättrigen Täubling hat der Hut eher einen rotbraunen als olivgrünen Beiton. Er erscheint weniger ausgeprägt zweifarbig (heller Rand, dunkle Mitte), wie es beim Dichtblättrigen Täubling der Fall ist.
Die Lamellen sind weniger dünn und stehen weniger gedrängt, sind dafür aber spröder und schmecken scharf bis sehr scharf. Sie sind cremeweißlich gefärbt und niemals rosa getönt. Das Sporenpulver ist rein weiß (Ia nach Romagnesi).
Der 3–6,5 cm lange und 1,2–3 cm breite Stiel ist erst braun und später grau-schwarz gefärbt und hat etwa die gleiche Farbe wie der Hut, oben unterhalb der Lamellen bleibt er aber meist mehr oder weniger weiß. Reibt man den Stiel, verfärbt er sich mehr oder weniger rötlich.
Das Fleisch ist fest und rötet bei Verletzung sofort, meist aber nur schwach und fleckig und fängt im Unterschied zum Dichtblättrigen Täubling fast gleichzeitig an zu schwärzen. Der Geruch ist schwach und das Fleisch schmeckt scharf, in den Lamellen sogar brennend scharf. Das Fleisch verfärbt sich mit Eisensulfat erst orange, dann grünlich. Mit Guajak färbt es sich intensiv dunkelbläulich und mit Phenol weinbraun.

### Mikroskopische Merkmale
Die rundlichen bis elliptischen Sporen sind 6,2–9,5 µm lang und  5,5–7,4 µm breit. Der Q-Wert (Quotient aus Sporenlänge und -breite) ist 1,1–1,3. Das Sporenornament wird bis 0,5 µm hoch und besteht aus zahlreichen, feinen Warzen, die mehrheitlich durch Rippen netzartig verbunden sind.
Die 4-sporigen, keuligen Basidien sind 40–57 µm lang und 10–11 µm breit. Die 30–40 µm langen und 5–6 µm breiten Cheilozystiden auf den Lamellenschneiden sind zylindrisch bis pfriemförmig und oben oft eingeschnürt. An ihrer Spitze sind sie häufig appendikuliert. Die zahlreichen, zylindrischen Pleurozystiden sind 45–105 µm lang und 5–6 µm breit. Auch sie tragen an ihrer Spitze ein Anhängsel. Alle Zystiden färben sich mit Sulfobenzaldehyd leicht schwärzlich an.
Die Huthaut (Pileipellis) besteht aus mehr oder weniger zylindrischen bis fast spindelförmigen, haarartigen, nur 3–5 µm breiten und teilweise verzweigten Hyphenenden, zwischen denen 3–6 µm breite Pileozystiden liegen. Diese sind oben meist eingeschnürt und reagieren nur schwach mit Sulfovanillin und verfärben sich auch mit Sulfobenzaldehyd nur schwach schwärzlich. Ihre Hyphenwände sind mehrheitlich gelatinisiert.

## Artabgrenzung
Mit Ausnahme des Dickblättrigen Schwärz-Täublings (Russula nigricans) kann der Scharfblättrige Schwärz-Täubling leicht mit anderen Arten aus der Untersektion Nigricantinae verwechselt werden. Die folgenden Merkmale helfen, den Scharfblättrigen Schwärz-Täubling von ähnlichen Arten zu unterscheiden.
- Im Unterschied zum Schwarzanlaufenden Täubling (Russula albonigra) ist der Geschmack nicht mentholartig, außerdem enthält die Huthaut Pileozystiden, die mit Sulfovanillin anfärbbar sind.
- Im Unterschied zum Rauchbraunen Schwärz-Täubling (Russula adusta) verfärbt sich das Fleisch bei Verletzung zuerst rötlich (rosa). Zudem ist der Stiel an der Basis glatt und nicht unregelmäßig aderig gefaltet.
- Beim Dichtblättrigen Schwarztäubling (Russula densifolia) ist der Geschmack mild bis schärflich, aber niemals scharf, außerdem riechen die Fruchtkörper im Alter nach modrigen alten Fässern. Die Huthaut ist trocken oder matt und nicht feucht und speckig, der Hut im Alter niedergedrückt, aber nicht trichterförmig. Auch rötet das Fleisch erst, bevor es dann schwärzt, während es beim Scharfblättrigen Schwärz-Täubling fast gleichzeitig schwärzt und rötet.

## Ökologie
Der Scharfblättrige Täubling ist ein Mykorrhizapilz verschiedener Laub- und Nadelbäume. Seine bevorzugten Mykorrhizapartner sind die Rotbuche und die Fichte. Aber er geht auch mit Lärchen und Kiefern eine Symbiose ein. Außerhalb von Deutschland kommen auch Birken, Eichen und Linden als Partner in Frage.
Man findet den Pilz vor allem in Buchen- und Buchen-Tannenwälder auf besseren, aber nicht zu stickstoffhaltigen Böden, aber auch in Fichtenforsten. Frische, mittelgründige, neutrale bis alkalische, meist kalkreiche Böden über Kalk und Mergel werden bevorzugt, sie sollten aber auch nicht zu nährstoffreich sein. Saure, flachgründige, zu trockene oder zu nasse Böden werden gemieden.
Man findet diesen Pilz nicht selten gemeinsam dem Rotstieligen und dem Weißstieligen Leder-Täubling. Die Fruchtkörper erscheinen von Ende Juli bis Anfang Oktober, selten schon früher. Die Art bevorzugt das Hügel- und mittlere Bergland, das Flachland als auch das höhere Bergland werden gemieden.

## Verbreitung

Europäische Länder mit Fundnachweisen des Scharfblättrigen Schwärz-Täublings.
Legende:
Länder mit Fundmeldungen
Länder ohne Nachweise
keine Daten
außereuropäische Länder

Der Scharfblättrige Täubling ist eine holarktische Art, die ein gemäßigtes Klima bevorzugt. Die Art kommt in Nordasien (Kaukasus, Ostsibirien, Süd- und Nordkorea und Japan), Nordamerika (USA, Kanada und Mexiko), Nordafrika (Marokko) und Europa vor. In Europa wurde der Täubling im Süden von Nordspanien bis Griechenland nachgewiesen, im Westen kommt er in Frankreich, den Niederlanden, Großbritannien und Irland vor, außerdem ist er in ganz Mitteleuropa und im südlichen Fennoskandinavien verbreitet.
In Deutschland findet man den Pilz meist zerstreut vom norddeutschen Hügelland über das mittel- und süddeutsche Bergland bis zu den Alpen. Im Tiefland ist der Täubling sehr selten. Der Scharfblättrige Schwärz-Täubling ist eine gefährdete Art, auf der Roten-Liste ist sie in die Gefährdungsstufe RL3 eingestuft worden. Auch in der Schweiz ist der Täubling nicht häufig.

## Systematik
Etymologie
Das Artepitheton „acrifolia“ bedeutet scharfblättrig und bezieht sich wie auch der deutsche Name auf die scharfschmeckenden Lamellen.
Der französische Täublingsexperte Henri Romagnesi brauchte drei Anläufe, um den Scharfblättrigen Schwärz-Täubling gültig zu beschreiben. Bei seinem ersten Versuch 1962 vergaß er bei der Beschreibung einen Typus anzugeben. Nach den Regeln des Internationalen Code der Botanischen Nomenklatur ist dies aber seit dem 1. Januar 1958 nötig (Regel 37.1). Dies holte Romagnesi 1967 in seiner Täublings-Monographie „Les Russules d’Europe et d’Afrique du Nord“ nach. Diesmal verstieß er gegen die Regel 32.1(c), denn  er versäumte es, auf seine bereits früher veröffentlichte Diagnose hinzuweisen. Seit 1935 muss die Neubeschreibung einer Art von einer lateinischen Beschreibung oder Diagnose begleitet sein (Regel 36.1). Erst 1997, als die Art längst schon etabliert war, benannte er den Täubling noch einmal regelkonform.
Romagnesi nennt als Synonyme Russula densifolia sensu J. Schaef. und Russula adusta var. rubens Romagn. Laut Mycobank ist auch die von Rolf Singer beschriebene Russula densifolia var. caucasica synonym. Singer hatte den Pilz während seiner Kaukasusexpedition 1928 gesammelt und 1931 benannt. Eine kurze Beschreibung folgte 1932 in seiner Russula-Monographie.

### Infragenerische Einordnung
Romagnesi stellte den Scharfblättrigen Schwärz-Täubling (Russula acrifolia) in die Sektion Compactae und die Untersektion Nigricantinae. M. Bon übernahm Romagnesis Einordnung, änderte allerdings die Ränge. Die Sektion stufte er zur Untergattung und die Untersektion zur Sektion hoch. In der Sektion/Untersektion Nigricantinae sind Täublinge zusammengefasst, deren Fleisch bei Verletzung rötet, graut oder schwärzt und deren Sporen ein sehr niedriges Sporenornament haben. Der Scharfblättrige Schwärz-Täubling ist mit dem sehr ähnlichem Dichtblättrigen Schwärz-Täubling (Russula densifolia) nahe verwandt.

## Bedeutung
Der Scharfblättrige Schwärz-Täubling gilt wegen seines scharfen Geschmacks eigentlich als ungenießbar. Trotzdem wird er besonders in Osteuropa gegessen. Wird der Pilz scharf angebraten, werden die Sesquiterpene, die für den scharfen Geschmack verantwortlich sind, zerstört.